# Anisophyllea cinnamomoides
Espèce
Anisophyllea cinnamomoides est une espèce de plantes à fleurs de la famille des Anisophylleaceae. Cet arbre est originaire et endémique du Sri Lanka et pousse principalement dans le biome tropical humide.

## Description
Anisophyllea cinnamomoides est un arbuste avec de grandes feuilles ovales et de petites fleurs blanches au cœur jaune. Les graines sont petites et noires.

## Habitat
Il est présent dans les zones humides, comme les marais, les marécages et les prairies humides.

## Anisophyllea cinnamomoideset l'Homme
Anisophyllea cinnamomoides est utilisé comme plante ornementale dans les jardins et les parcs. Il est également utilisé pour lutter contre l'érosion et comme couvre-sol.

## Dénomination
Cet arbre est connu sous le nom de වැලි පියන්න (weli piyanna) en cinghalais.

## Systématique
Le nom correct complet (avec auteur) de ce taxon est Anisophyllea cinnamomoides (Gardner & Champ. (d)) Alston.
L'espèce a été initialement classée dans le genre Tetracrypta sous le basionyme Tetracrypta cinnamomoides Gardner & Champ..
Anisophyllea cinnamomoides a pour synonymes :
- Anisophyllea zeylanica Benth.
- Anisophyllum zeylanicum Benth.
- Tetracrypta cinnamomoides Gardner & Champ.

### Étymologie
Le nom générique Anisophyllea dérive de la combinaison en grec ancien de ἄνισος (ánisos), « inégal », et de  φύλλον (phúllon), « feuilles », et fait référence aux feuilles qui sont de deux types, les unes grandes et oblongues, les autres stipuliformes et linéaires. 
Son épithète spécifique, cinnamomoides, dérive du latin cinnamomum, « cannelle », le dessous de feuilles est de cette couleur.